# 芬威站
芬威站（英語：Fenway station）是马萨诸塞州波士顿轻轨绿线D支线车站。车站位于公园路下方，靠近芬威-肯莫尔社区的河道公园。1959年7月4日，有轨电车代替高地支线通勤火车，车站随着D支线其他车站一同开放。芬威站为无障碍车站。
车站以临近的芬威公园大道命名而不是芬威球场，因为芬威站并不是离球场最近的车站。通勤铁路兰斯当站及绿线肯莫尔站离球场更近一些。无论如何，波士顿红袜队在芬威球场举办主场比赛时，所有这些车站都异常繁忙。

## 历史

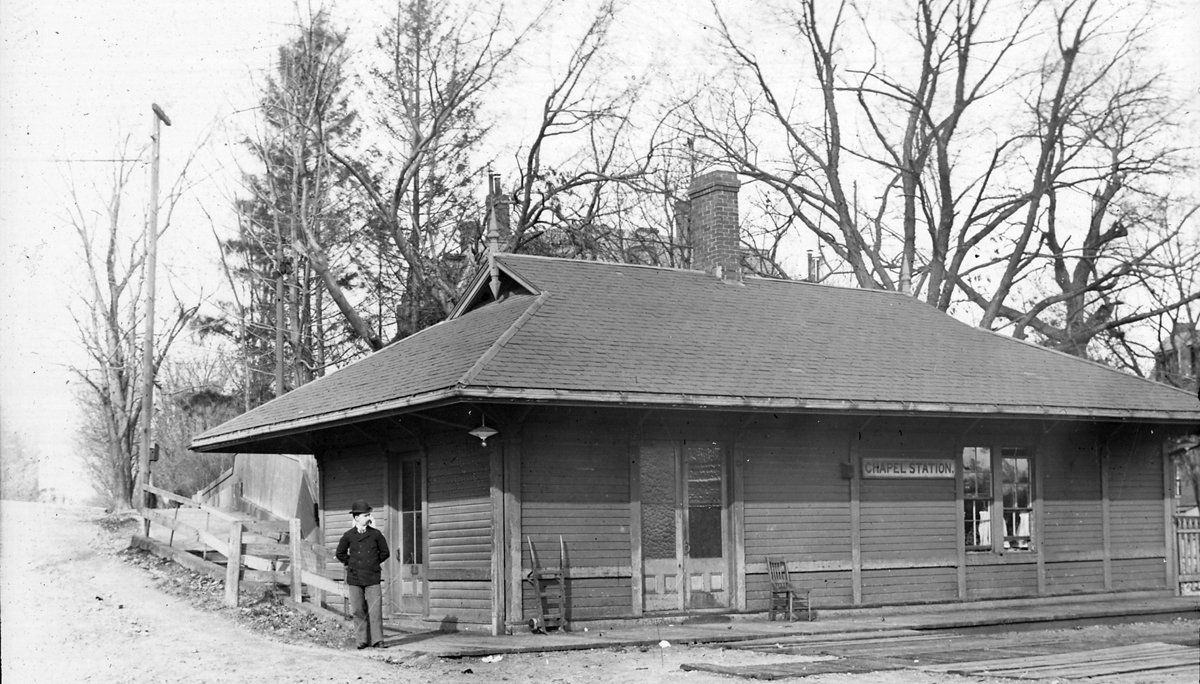
礼拜堂站，位于如今车站的西南方1200英尺，于1893年拆除

1848年4月10日，波士顿伍斯特铁路公司开通一条新铁路线，从布鲁克莱恩交汇口至布鲁克莱恩村站。1852年11月，查尔斯河支线铁路公司将线路延长至牛顿上瀑布站，1853年6月延伸至尼德姆站。
波士顿至奥尔巴尼铁路公司在1883年2月买回了这条铁路线，同时也买了一部分纽约至新英格兰铁路。1886年5月16日，高地支线客运服务开通。客运服务开通时在此地没有设立车站，离此地最近的车站是西南方的礼拜堂站和后来设立的长木站。
1957年6月，马萨诸塞州立法机构通过法案批准大都会交通署收购几乎破产的紐約中央鐵路公司，并将铁路改造成有轨电车。火车客运服务于1958年5月31日终止，并迅速进行改造。1959年7月4日波士顿轻轨绿线D支线开通。尽管旧车站设置地点及站名都继承下来，但是很多的车站的车站建筑被拆除，修建成停车场，公园路旁增设芬威公园站。

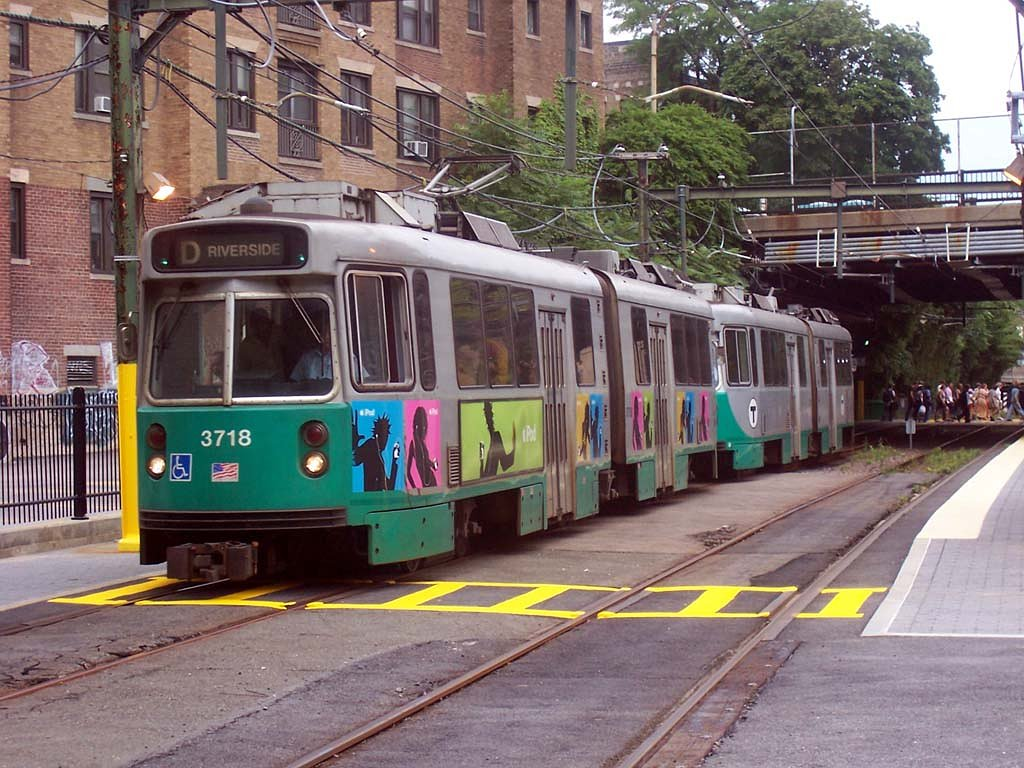
2005年的芬威站

20世纪70年代中期，马萨诸塞湾交通局开始叫这一站为芬威站，以临近的芬威公园路命名。2006年以前，由于出城方向从此站到河滨站免费，车站在波士頓紅襪队比赛期间一直十分繁忙。2007年起，马萨诸塞湾交通局出城方向地面车站也收费后，车站客流量有所减少。尽管车站比肯莫尔站离芬威球场远，但仍有很多观赛球迷选择此站以避免肯莫尔站的过度拥挤。
2007年6月，马萨诸塞湾交通局为车站安装了新侧板，用于存放维护设备。
芬威站是城市环项目中的一个车站。城市环项目是马萨诸塞湾交通局提议的一个巴士快速交通系统（BRT），旨在将现有辐状地铁线连在一起，减小市中心车站的换乘压力。最近的规划中，芬威站将为快捷公交设立地下车站提供换乘。然而由于资金短缺，城市环项目被搁置。

## 车站结构

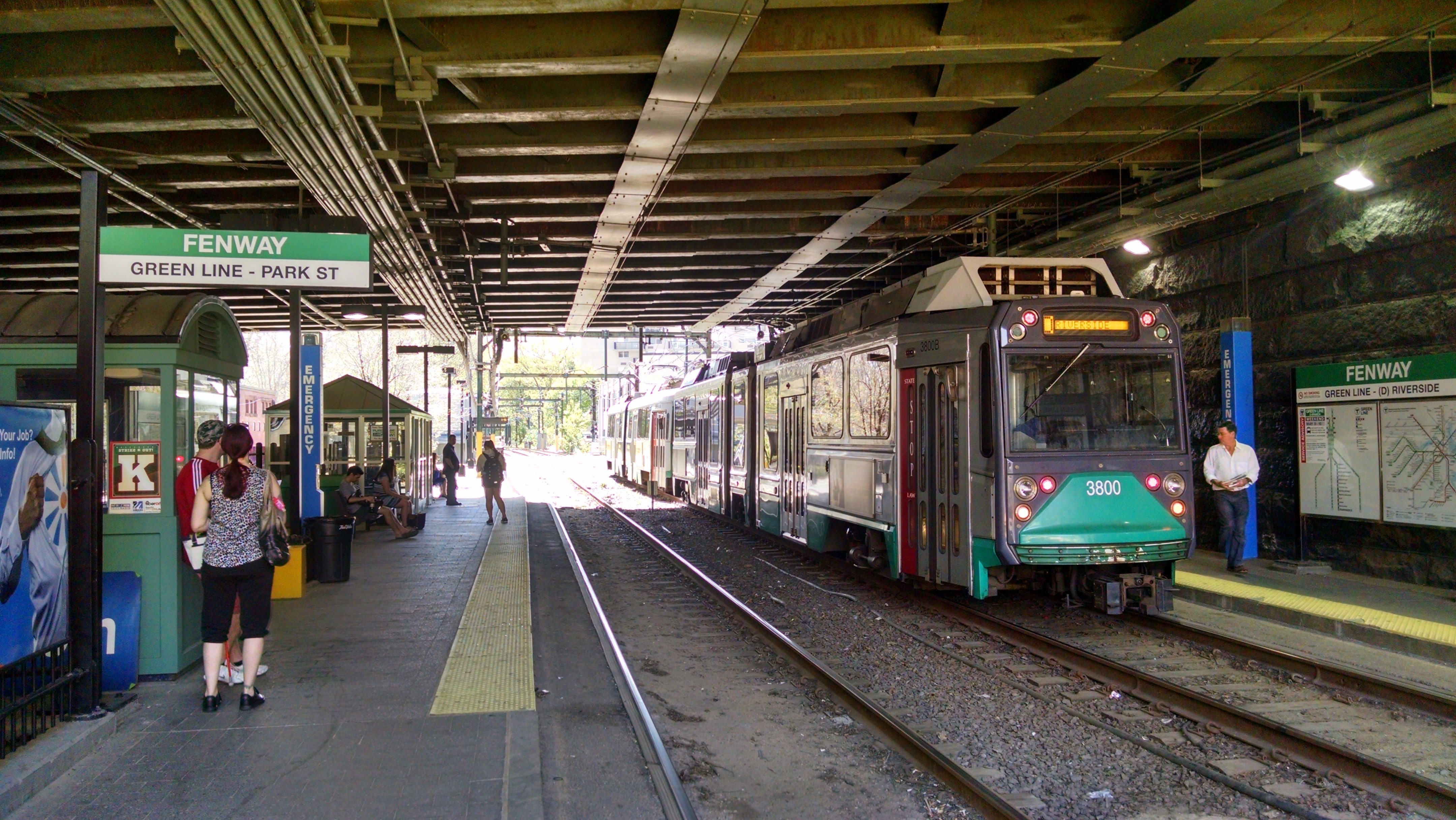
车站大部分位于公园路天桥下

车站设在公园离天桥下方，入城方向站台可由天桥旁的楼梯或公园路人行道进入，而出城方向站台仅能从入城方向站台跨过轨道到达。
2016年前后，马萨诸塞湾交通局考虑过为车站增加一两座电梯，增强便利性，计划后来取消。
| G 街面 站台 | 侧式站台，右侧开门 | 侧式站台，右侧开门  |
| G 街面 站台 | 出城               | 往河滨 (长木)       |
| G 街面 站台 | 入城               | 往政府中心 (肯莫尔) |
| G 街面 站台 | 侧式站台，右侧开门 |                     |